# Кабал (Фаркашеваць)
Кабал (хорв. Kabal) — населений пункт у Хорватії, у Загребській жупанії у складі громади Фаркашеваць.

## Населення
Населення за даними перепису 2011 року становило 162 осіб.
Динаміка чисельності населення поселення:

## Клімат
Середня річна температура становить 10,80 °C, середня максимальна – 24,82 °C, а середня мінімальна – -5,81 °C. Середня річна кількість опадів – 801 мм.
| Клімат поселення                              | Клімат поселення | Клімат поселення | Клімат поселення | Клімат поселення | Клімат поселення | Клімат поселення | Клімат поселення | Клімат поселення | Клімат поселення | Клімат поселення | Клімат поселення | Клімат поселення | Клімат поселення |
| Показник                                      | Січ.             | Лют.             | Бер.             | Квіт.            | Трав.            | Черв.            | Лип.             | Серп.            | Вер.             | Жовт.            | Лист.            | Груд.            |                  |
| Середній максимум, °C                         | 5,89             | 8,08             | 12,64            | 16,89            | 21,82            | 24,82            | 24,14            | 23,54            | 19,62            | 14,76            | 9,45             | 4,71             |                  |
| Середня температура, °C                       | 0,05             | 2,23             | 6,80             | 11,05            | 15,97            | 18,97            | 20,52            | 19,92            | 16,01            | 11,13            | 5,82             | 1,10             |                  |
| Середній мінімум, °C                          | −5,81            | −3,6             | 0,94             | 5,20             | 10,12            | 13,13            | 16,90            | 16,28            | 12,38            | 7,51             | 2,20             | −2,51            |                  |
| Норма опадів, мм                              | 45               | 44               | 50               | 61               | 74               | 87               | 76               | 75               | 73               | 73               | 81               | 62               |                  |
| Середньомісячна швидкість вітру, м/с          | 2.10             | 2.30             | 2.70             | 2.54             | 2.34             | 2.10             | 2.10             | 1.90             | 1.90             | 2.00             | 2.10             | 2.10             |                  |
| Середньомісячна сонячна радіація, кДж/м²·день | 4090             | 6896             | 10685            | 15141            | 19353            | 21434            | 22149            | 19440            | 14294            | 8822             | 4594             | 3324             |                  |
| --------------------------------------------- | ---------------- | ---------------- | ---------------- | ---------------- | ---------------- | ---------------- | ---------------- | ---------------- | ---------------- | ---------------- | ---------------- | ---------------- | ---------------- |
| Джерело:                                      |                  |                  |                  |                  |                  |                  |                  |                  |                  |                  |                  |                  |                  |